# Piesocalus
Piesocalus javanus es una especie de araña araneomorfa de la familia Linyphiidae. Es el único miembro del género monotípico Piesocalus.

## Distribución
Se encuentra en la Isla de Java en Indonesia.